# エランクール
エランクール （Élancourt）は、フランス、イル＝ド＝フランス地域圏、イヴリーヌ県のコミューン。

## 地理
エランクールは、イル＝ド＝フランス地域圏で最も標高の高いルヴァンシュ丘陵（230m）にある。現在のエランクール丘陵は、ニュータウン建設の瓦礫で作られ全体が人工である。

## 歴史
9世紀、サン＝ジェルマン＝デ＝プレ修道院の財産を登記する修道士が、ポリプティクスの中にラテン語の影響を受けたゲルマン語の地名アグリニ・クルティス（Aglini Curtis）の名を記したのが最古の記録である。AglinまたはAgilとは、囲い込まれた農地を意味している。地名はHerencurtem (1144年)、Elencuria (1250年)、Ellencourt (1472年)、そして1757年以降はÉlancourtとなって今に至る。
20世紀初頭のエランクールは、734ヘクタールの面積に598人が暮らしていた。住民の大半は農民だった。
大戦後のパリが均衡を取り戻すと、ニュータウン構想が浮上した。1960年代後半、都市開発投資家ジャック・リボーが最初にアジオ平野の土地とセプト・マールの土地を購入し、そこで郊外都市の建設を始めた。1971年、エランクールは自治体間連合サン＝カンタン＝アン＝イヴリーヌへ加入した。

## 交通
- 道路 - A12
- 鉄道 - トランジリアンN線・U線のラ・ヴェリエール駅とトラップ駅

## 姉妹都市
- ラウバッハ、ドイツ 1975年
- カッシーナ・デ・ペッキ、イタリア 1997年
- de:Gräfenhainichen、ドイツ 2003年